# 皮尼奥尔
皮尼奥尔，是西班牙加利西亚自治区奥伦塞省的一个市镇。总面积53平方公里，总人口1552人（2001年），人口密度29人/平方公里。